# Cunderdin Shire
Koordinaten: 31° 39′ S, 117° 14′ O

Das Shire of Cunderdin ist ein lokales Verwaltungsgebiet (LGA) im australischen Bundesstaat Western Australia. Das Gebiet ist 1864 km² groß und hat etwa 1500 Einwohner (2016).
Cunderdin liegt im westaustralischen "Weizengürtel" im Zentrum des Staates etwa 135 Kilometer östlich der Hauptstadt Perth. Der Sitz des Shire Councils befindet sich in der Ortschaft Cunderdin, wo etwa 770 Einwohner leben (2016).

## Verwaltung
Der Cunderdin Council hat acht Mitglieder. Sie werden von allen Bewohnern des Shires gewählt. Cunderdin ist nicht in Bezirke unterteilt. Aus dem Kreis der Councillor rekrutiert sich auch der Vorsitzende des Councils (Shire President).